# Madagaster cataracta
Madagaster cataracta (лат.) — вид жуков-водобродок рода Madagaster из подсемейства Hydraeninae. Назван cataracta по месту обитания у водопада.

## Распространение
Встречаются на Мадагаскаре.

## Описание
Водобродки мелкого размера (около 3 мм), удлинённой формы. Верх и низ чёрные, ноги темно-коричневые. Сходен по габитусу с M. steineri и M. quadricurvipes, разделяя с ними (у самцов) диморфные признаки брюшных вентритов и наличие гидрофильного опушения только на первых двух вентритах и латеральной области третьего. Отличается от этих двух видов тем, что первая надкрыльная коста прервана только в одном месте, а не в двух, и имеет разные по форме мезо- и метатибии самцов. Самцы дополнительно отличаются от M. steineri простыми нижнечелюстными щупиками. Очень сложные эдеагусы трёх видов заметно отличаются по форме парамеров и основной части.

## Классификация
Вид был впервые описан в 2017 году американским энтомологом Philip Don Perkins (Department of Entomology, Museum of Comparative Zoology, Гарвардский университет, Кембридж, США) по типовым материалам с острова Мадагаскар. Включён в состав рода Madagaster (триба Madagastrini, подсемейство Hydraeninae или Prosthetopinae) вместе с видами M. franzi, M. bergsteni, M. simplissima, M. procarina, M. steineri и M. barbata и M. quadricurvipes.